# Alfred von Oberndorff
Alfred,  Graf von (comte d') Oberndorff (né le 9 décembre 1870 à Neckarhausen, mort le 16 mars 1963 à Heidelberg) est un diplomate allemand. 
Il fait partie de la délégation allemande qui signe l'armistice du 11 novembre 1918, à la fin de la Première Guerre mondiale.   

## Biographie
Après des études de morale et de droit à l'université de Heidelberg, il entre au ministère des Affaires étrangères de l'empire allemand. Il va occuper plusieurs postes dans des ambassades : à partir de 1900, il est deuxième secrétaire d'ambassade à Madrid, en 1905 premier secrétaire d'ambassade à Bruxelles. Il retourne comme conseiller à l'ambassade de Madrid puis en 1910 à l'ambassade à Vienne. Au cours de l'année 1912, il est envoyé extraordinaire à Oslo puis est envoyé en 1918 à Sofia.
En novembre 1918, comme représentant les Affaires étrangères, il fait partie de la délégation allemande qui se rend à la clairière de Rethondes en forêt de Compiègne pour demander et signer l'armistice du 11 novembre 1918, à la fin de la Première Guerre mondiale.   
Dans les années 1920 et 1921, il est chargé d'affaires allemand à Varsovie.
En tant que membre fondateur de la Commission d'étude franco-allemande, il travaille dans les années 1920 à un rapprochement entre la France et l'Allemagne. 
Il est enterré à Neckarhausen.